# アップルシード
『アップルシード』（APPLESEED）は、士郎正宗のメジャーデビュー作となる日本のSF漫画。1985年から1989年にかけて発表された。コミックスは4巻まで刊行され、物語が中断した状態で作者による凍結宣言が出されている。
タイトルはアメリカの開拓時代のリンゴ農園民話『ジョニー・アップルシード物語』より。キャラクターや設定の各所にギリシア神話由来の名前が使われている。

## 概要
サイバーパンクSF『攻殻機動隊』で知られる士郎正宗のもうひとつの代表作で、近未来を舞台に展開するSFアクション作品。1985年2月に青心社という関西の新興出版社から、雑誌連載を経ずに単行本描き下ろしという形で発表された。
考え抜かれた設定、緻密に描き込まれたメカニックや背景、しっかりしたデッサンのカワイイ女の子たちが作品の魅力となっている。
OVA『APPLESEED』（1988年）、アニメ映画『APPLESEED』（2004年）と続編『EX MACHINA』（2007年）、テレビアニメ『APPLESEED XIII』（2011年）、リブート映画『Appleseed Alpha』（2014年）と複数回アニメ化されており、映像の需要の高い作品。特に海外から高い評価を得ており、海外展開を視野に日本より先に公開されることが多い。
2015年1月、コミックスの第1巻初版刊行から30周年を記念して電子書籍化され、各電子書店で配信が開始された。電子化に際し、士郎本人が監修し、インターネットや携帯端末の普及により不要になった一部の欄外脚注は削除され、言い回しが古くなったセリフや誤解を招く部分は修正されている。しかし、絵と基本的な内容や時代設定等に関しては当時のまま一切変更を加えていない。

## 世界設定
物語の舞台は、地球規模の世界大戦が繰り返された22世紀の荒廃した世界に存在する理想郷こと巨大都市・オリュンポス。全世界で化学兵器・生物兵器が使用された大戦を生き抜いた特殊部隊の女性隊員・デュナン・ナッツと、その恋人で全身をサイボーグ化したブリアレオスの活躍を描いた近未来サイエンスフィクション作品。
本作品は後に執筆された『攻殻機動隊』から約100年後の世界を舞台としており、両作品とも作中に日本の近海に存在する人工島を本社とした企業国家ポセイドンが登場する。
作中の世界では、中東戦争を契機に勃発したEC・米対ソ連による核戦争（第三次世界大戦）後、勃興したECと被害が少なかったアジア諸国(後に大東合衆国を結成)との間で摩擦が生じ、日本への核攻撃を契機としてEC・米と第四次非核大戦が勃発、2026年にアジア側が勝利して「地球統一ブロック」が樹立されている。
この期間に電脳技術やバイオテクノロジー、核汚染除去の為のナノテクノロジー、マイクロマシン技術が飛躍的に発展、宇宙開発も月に都市を建設出来るまで発展し、終戦後には火星のテラフォーミングが行われる。
2100年頃まで地球全土で戦災からの復興活動が進められるが、2125年に勃発した世界規模の武力紛争「大戦」により再度荒廃し、第四次世界大戦の頃から北大西洋のアゾレス諸島とカナリア諸島の間に密かに建設が進められていた人工島オリュンポスに設置された総合管理局が台頭。世界をその影響下に置いている。
2127年、逃亡生活を続けていたデュナンと戦闘サイボーグであるブリアレオスは、ヒトミと名乗る少女から総合管理局の調停による停戦の知らせと“オリュンポス”への招待を受け、総合管理局の内務省部隊、ESWAT（ESpecially Weapon And Tactics）に所属して対テロ作戦などに加わる。その中で巨大な計画、旧大国の策謀が明らかになっていく。

## あらすじ
第五次大戦後、国家や情報網は破壊され尽くし、デュナンとブリアレオスは廃墟となった無人都市を転々としながら流浪の日々を送っていた。他にどれぐらいの人間が生き残っているのかも分からない状況の中、突然来訪した若い女性・ヒトミによってオリュンポスへの移住を持ちかけられ、デュナンとブリアレオスは疑うが、警察官 (SWAT) として復職できる望みから受諾する。やがてオリュンポスに着いたデュナンとブリアレオスを待っていたのは、戦後世界とは信じられないほど、清潔かつ高度で豊かな都市だった。
オリュンポスは人類がついに建設した理想郷とされているうえ、人口の半分を占める人為的にコントロールされて生まれた人間・バイオロイドが人間同士の無用な衝突を避ける緩衝剤として機能しており、人間とバイオロイドの関係性が精妙に描かれている。デュナンとブリアレオスは「ゲスト」としてオリュンポスで暮らし始め、やがて特殊部隊の隊員として「復職」する。
しかし、当初は理想郷に見えたオリュンポスも人の業を脱することはまだできておらず、さまざまな問題を抱えていた。戦争の後遺症とも言えるテロリズム、オリュンポス行政院と立法院の対立、他国との駆け引き、ライフサイエンス解禁によって科学技術が人間や社会の在り様にまで干渉する。デュナンとブリアレオスは、オリュンポスを巡るさまざまな思惑や陰謀に巻き込まれていく。

## 登場人物

### 主要人物
デュナン・ナッツ
2105年誕生。女性。父はカール・ナッツ。かなり複雑な混血。
幼少時より、父であるSWATの指揮官・カールの指導により、年齢に似合わぬ戦闘能力と状況判断能力を持つ。利き腕は右腕だが左腕でも銃等が扱えるように訓練されている。目も同様。
体内にESWATの標準装備である数種のプラントが埋め込んである。これは大抵の薬物やウイルスはろ過でき、特にクロロホルムB、リシンは十分防ぐことが出来る。なお、この設定は後に血液中に投与されるマイクロマシンに改められた。
大戦後はブリアレオスと共に廃墟生活を送っていたが、2127年オリュンポスに移住、市警SWATを経て行政院ESWATに入隊する。
性格は、戦いを楽しむところが無いではないが、戦闘狂というほどでもなく、仕事の達成を第一とするプロ意識の持ち主。恋愛に頬を染めるなど情緒が無いわけでもなく、むしろ晩生。ブリアレオスに父の部下時代から思いを寄せているが、作品中途まで子ども扱いされたりしている。
作った料理は「料理名以外では区別がつかない」らしい。
ブリアレオス・ヘカトンケイレス
2096年誕生。男性。ほぼ全身を機械化し、戦闘用の装甲とセンサーを備えた、戦闘サイボーグ。「データブック」ではデュナンと出会った頃とサイボーグ化直前の素顔が描かれている。映画版では漫画と設定（黒人）が異なり白人であり、彼の遺伝子を持つクローンもエクスマキナに登場する。またヘカトンケイル・システム（後述）に適応できたただ一人の人物とされているが後にカイニスもヘカトンケイルシステムへ移行したと思われる描写がある。
幼いころにソ連KGBにスカウトされるが作戦将校を殺害したため逃亡、フリーになる。2116年にデュナンと出会い、カール・ナッツのチームに入隊する。その6年後爆発事故によりサイボーグ化を始めた。外見的にはロボットのようだが、高度な技術による人工筋肉・人工皮膚を使用している有機質サイボーグ。また人間として残っている臓器もある。この時代では脳機能がかなり解明されており、人工脳組織による脳の増量も行っている。これは彼の装備している高性能センサー類の情報処理の為らしい。センサー情報などは意識への概念伝達である。
表皮の体温はコントロール可能だが、彼は普通の人間に近い温度を保っている。これは恋人（デュナン）のためである。オリュンポス移住後に巻き込まれたテロで重傷を負い、それ以降に同都市の先進的な医療・サイボーグ技術による柔軟な素材を多用したボディへと段階的に変化していくが、ガイア事件までは腕に機械式の内装火器を組み込むなど、無機的な装備も多かった。ベゼクリク事件の頃までには皮膚は柔らかくはないが弾力がある体と成った。彼はヘカトンケイルシステムによって全身を制御するという、珍しいタイプのサイボーグであり、ヘカトンケイルシステムの能力でブリアレオスが損傷した場合も部品交換が早く、また追加装備により4本の腕を同時に操作したり、空母を丸ごと制御することも可能と言われている。そのため、目が8個（顔面に4個、うなじに2個、兎耳のようなセンサーユニット先端に2個）あるなど装備品が多い。
大戦後はデュナンと共に廃墟生活を送っていたが、2127年オリュンポスに移住、ESWATに入隊する。
オリュンポス移住後はボディの改造・改良をたびたび行っている。
ヒトミ（人美）
2074年誕生のバイオロイドで総合管理局・立法院に所属し秘書のような役職にある。女性。バイオロイドにとっては一般的なことだが外見と実年齢は伴っていない。物語登場時にすでに50歳を超えているが、これはバイオロイドは長寿命が可能なように設計されており、生後、延命処理という処置を行い続けることで年齢を重ねても肉体的には若さを保っているため。彼女の場合は加えて性格も子供っぽい。彼女のDNA情報にはオリュンポスメインコンピュータ・ガイアの停止のキー情報が含まれているのでオリュンポス全体にとって彼女は重要人物でもある。現在はアルテミスの子供たちに振り回されている。
宮本 義経
年齢不詳のバイオロイドで人美のボーイフレンド。明智モータースに勤めていてギュゲスやランドメイトの整備等を行っているが基本的な社会的地位は一般市民である。日系の血が流れている。技術の腕は並程度。重度のメカマニアで、オリュンポスの人間が現代人のオートバイの感覚で利用する民生用ランドメイトやスーツを多数所有、休日などは心行くまで弄り回している模様。ガイア事件の折に立法院の手駒として隠密活動する羽目になった人美に所有するパワードスーツを貸し、自身も同行したりもしている。
ドクトル・マシュー
2062年誕生の老医者、サイボーグ医師。この世界ではサイボーグ化手術やケアは特別な医師が行っており、ドクトルマシューはその一人である。腕は確かだがマッドサイエンティスト的性格で、患者をやたらサイボーグ化したがる性向がある。第一巻では負傷したブリアレオスを手術した。またベナンダンティ作戦にも同行するなどESWATとの関わりもあるらしい。士郎作品では例外的なスターシステム的キャラで、アップルシード以外の作品にも度々登場している。
アテナ・アレイアス
バイオロイドでオリュンポス総合管理局行政総監の行政院の最高責任者。立法院とは対立関係にあった。
内務省・内務大臣ニケ参長とは深い信頼関係がある。優れた能力を有し、真剣に人類の未来を考えている。実質ESWATのトップである。
ニケ
バイオロイドでオリュンポス総合管理局行政院内務省の内務大臣。ESWATとポリスを管轄している。行政総監アテナの右腕として能力を発揮している。ESWAT指揮官ランス班長に、直に命令を出すときもある。
アレス
エアポリス指揮官。実力は不明だが如何せん劇中のエアポリスがやられ役なので見せ場が無く、索敵・追跡などの地味な作業ばかりで犯人制圧などの華をESWATに持っていかれ、悔しがっている。
局長
オリュンポス総合管理局司法省の長でオリュンポスの最高責任者の一人。冷静沈着な人物。管轄組織のFBIの指揮権を有する。
アルゲス（ヴェルンド）
ブリアレオスとはオリュンポス以前からの旧友。表向きは局長直属の部下でFBIの現場指揮官バイオロイドのアルゲスを名乗っているが、実はオリュンポスを建設した「都市企画班」が、人間側のオリュンポスの安全弁として送り込んでいる一人らしい。
アルテミス
都市企画班から重要情報を携えて送り込まれたバイオロイド。猫科の特長を取り入れたハイブリッド体。戦闘用サイボーグではないものの、それに匹敵する戦闘能力を持つことと、小柄な割に体重があるため、天然の生物とは違う素材で身体が構成されているフラクチュエイター・タイプの可能性がある。オリュンポスに回収後、単為生殖により一度に3人の子供（クローン）を出産している。その行動には不可解な点が多く、彼女にはまだ謎があるようだ。高い戦闘能力を持つが、常識はなく、加えて良心も無いため廃墟隠遁生活の折には食人すら厭わず生き延びていた。知能は高く短時間のうちにコンピュータを使いこなすなどしているが、言葉はしゃべれない。
ドリス（吉野）
企業集合体国家ポセイドンの二重スパイ。アルゲスやランスと繋がりがある。
双角
ベナンダンティ作戦時にESWATに投降したサイボーグ傭兵の一人。SASのサイボーグ部隊出身で爆発物のスペシャリストだが、曰く「爆発物は趣味」とするなどプロ意識は低く、自身の趣味性で行動している。4巻ではA-10やデュナンを翻弄して礼金をせしめるもデュナンに報復されて車ごと爆破されボロボロに。5巻に登場する女サイボーグ達とは過去に因縁があるらしい。
カール・ナッツ
デュナンの父親でSWATの指揮官。デュナンに幼少時からSWATの枠を超えた戦闘・サバイバル訓練を施していたことから、大戦勃発を予想・察知していたと見られる。オリュンポス計画にも関わっていたらしく、バイオロイドにも彼の遺伝情報を持つ者が多い。消息不明。本編では回想シーンで遠景で登場したのみだが、「データブック」で顔が描かれている。

### ESWATメンバー
大佐
ESWATの指揮官でランスの上司にあたる。ニケが敬語を使っていたことから彼女より上の立場と見られる。
ランス班長
ESWATの現場指揮官。ニケ参長と直接的繋がりを持ち、信頼関係が厚い。作戦の立案、人選、配置を手がけ任務の完璧な遂行を目指すが、慎重派で大胆な采配を振らない任務運びがデュナンの行動と相反し、4巻では謎の男を見失った。
スドオ
日系人で古武道に通じている。ESWATの教官だったが現場復帰し、古参隊員として豊富な経験、知識、判断力によってESWATの現場で若手を引っ張るような立場。劇中でもデュナンを案じて先走ろうとするブリアレオスを諫めている。
マグス
過去に豊富な経験を持つことがうかがえる、ベテラン的隊員。実力は高いが女癖が悪い。窮地にあっても軽薄なセリフ回しを楽しむなど、独特の価値観の持ち主。
モートン
マグスの相棒でバディを組むことが多い。戦闘バイオロイドは“いわゆる道具”という偏見が強く、任務で年下のデュナンやA-10達よりも扱いが低いことに焦りを感じランスに意見具申している。
パニ
黒人女性でマグスの恋人。デュナンがグリーンベレー出身のパニを“ガールスカウト”と揶揄すると、パニもデュナンを“サイボーグのオモチャ”と返す犬猿の仲。
ファング（A-10）
オリュンポスのバイオロイド史に残る傑作戦闘用バイオロイドのひとつ。Aはアサルトの略。ネコ科動物とヒトのハイブリッドで、その五感や戦闘能力は人間の比ではない。同じ姿をした3体のうちボルト、ジャンクという2体が登場している。知能も優秀で、普段は単独捜査など実直な仕事をこなしている。アルテミス捕獲作戦では別モデルのA-9も登場していたが、アルテミスの毒矢により死亡。

## メカニック
独特の生物的なフォルムや動作原理や素材、内部構造などの詳細な描写が本作の特徴の一つでもある。
サイボーグ
人間の身体を機械によって置き換え、人間と同等かそれ以上の能力を持った存在。元来は、事故などで大怪我を負って通常の医療では助けられない人を救う技術だったが、人間以上の筋力やセンシング能力、装甲を得られるため、戦争が多い当世界には戦闘に向いた能力を備えた「戦闘サイボーグ」も多数存在している。中にはブリアレオスのように頭脳をも人工的に増量したり、複数の機体やシステムを並列制御する「ヘカトンケイル」システムを備えた者も存在する。
ただし、身体能力のバランスを取ることが難しく、ブリアレオスのようにトータルでバランスがとれた戦闘用サイボーグは数少ない。また、人工的な機械としての制約を受け、定期的なメンテナンスは欠かせない。
初期には明らかに生身の人間と異なる容姿・サイズの個体しか登場していなかったが、「アルテミスの遠矢」では、人間同様の外観を持つ女性型サイボーグが登場している。
ランドメイト
略称は「LM」。全高2 - 3mで乗り込むタイプのパワードスーツ。体の動きをトレースすることでかなり繊細な動作が可能。土木工事用や災害復旧用から、警察用、軍用など用途は多岐にわたる。大きなパワーと、小火器程度は楽に防ぐ装甲、センサーと情報処理・通信能力が得られるが、対LM用の火器も存在しているので、無敵の存在ではない。外見は士郎作品のパワードスーツの特徴である、搭乗している人間の腕部（マスターアーム）がLM自身の腕（スレイブアーム）とは別にそのまま露出し、4本腕のように見えるタイプで、動作の自由度が高くなる反面、アシストのかかっていないマスターアームを抑えられるだけで動きを封じられてしまう難点がある。対策としてマスターアームを胴体内に納めたタイプも存在する。さらに4巻でデュナンが装備したギュゲスはフロントハッチが2重構造で、その外側ハッチにサブアームで発砲できるハンドガンを格納していた。膝関節は構造上の都合でマスターの2倍角で動作するため、操作には多少の慣れを要する。
ギュゲス、ギュゲスMM、ギュゲスD、グレーハウンドなどが登場。
オーク
ESWATの装備。ランドメイトより小型で、鎧を着るようにして装備するパワーアシストスーツ。内蔵された人工筋肉で生身より筋力がアップする他、カメラアイや通信機器を内装している。ベナンダンティ作戦で使用された。装甲部は高い防御能力を備える一方、股関節の真下からトラップの攻撃を受けた隊員は負傷した。
ガーシム
オークよりもさらに軽量、薄型を実現したパワードアーマー。4巻以降でのESWAT標準装備。装甲は簡略化されているが、プロが格闘戦を行うには必要十分なもの。おそらくバイオ系素材の人工筋肉によって、パワーアシストと衝撃緩衝機能が備わっており、隊員はギュゲスDに搭乗するときにもガーシムを着込んでいる。これはギュゲスDの飛行時に身体にかかる負担やGを軽減するため。大気圧潜水モードも備えている。作者によると「データフイルム」という、熱や薬品に強く鋭利な刃物を通さない薄い素材を全身タイツの様に着込むという着想が装備の軽量化に繋がったと画集の中で語っている。
ガイア
オリュンポス全域をコントロールするコンピュータとそのネットワーク。コントロール分野は都市運営など政治に関する領域から末端の信号機にまで至っており、文字通りオリュンポスの機能を維持している。都市内には公共端末が設置され、役所的な市民サービスや各種情報サービスのほか、直接市民からの要望を受け付ける通称「ガイアの耳」という機能も備わっている。「彼」が直接的に言葉を使って他者と対話する描写は無いが、他の管理システムを担うコンピュータと通信することを指してオペレーターらが「対話」と表現することもあるなど、ある程度の自意識が存在していることに言及される描写が多々ある。「彼」もまた、オリュンポスの運営を通して人間の幸福な繁栄を目指しているのだが、それはことの功罪を計量的に推し量った結果を重視することから、ガイア事件においてはその直前に議会で議論されていた「人類適正化計画（エルビス計画とのルビつき）」（バイオロイド技術を人間に転用し、思考や感情を制御してより統制された社会を構築しようというもの）を「人間としての立場を奪うもの」と判断、全てのバイオロイドを人類の敵とみなして強行的に排除しようとした。同事件では阻止に動いた人間の集団もテロリスト（オリュンポス市内ではテロリストに人権は認めていない）とみなして攻撃、最終的にバイオロイドのヒトミのDNA情報を入力され、さらに攻撃阻止に動いたデュナンらによって事件は終息するも都市機能は相当のダメージを負った。その後ガイアがどのようになったかは余り明言されていないが、議会側の発言力増大に伴い法案の可決が描かれているが、その一方でデュナンらは純粋な人間として「原種保護法」の指定を受けるなど、法案可決と平行して人類そのものを種として保護しようとする動きもあった模様である。
ダミュソス
劇中に登場する一種の反重力システム。ギュゲスDに搭載され飛行能力を付与している（Dはダミュソスの略）。またヒトミが一般道で運転する車両にも搭載されているなど民生にも開放が進んでいる様である。超振動と呼ばれる技術が用いられている。
超振動
反重力などの特性を持つとされる架空の技術。ダミュソスシステムでは超振動コイルと呼ばれる機構が用いられる一方、ポセイドン編では鞭型の近接戦用武器にも使用され、ギュゲスの装甲を軽々と切断する切れ味を見せた。
多脚砲台
オリュンポスを外敵から守ること、各国が秘かに保有しつづけている軍備に対抗する意図で開発された超大型自律戦闘ロボット。アシナガグモのような外見に、多数の砲身が飛び出した形である。ダミュソスを使って飛行も可能だが、普段は自重軽減に利用されている。オリュンポスの主要コンピュータシステムネットワークであるガイアにより、他の機体と連携して、圧倒的な火力でオリュンポスを守護するはずだった。しかしバイオロイドを人間の敵とみなしたガイアにより引き起こされたガイア事件の際には、あろうことか守護対象であるはずのオリュンポス市民らにその銃口が向けられ、甚大な被害を及ぼした。同事件終結後には幾分の改修もあったようだが結局は多脚銃座とともに配備され、必要に応じてオリュンポス外での作戦行動時の火力支援にも利用されている模様。
多脚銃座（オートインセクター）
オリュンポス内部で多脚砲台を運用すると、その図体や圧倒的火力が仇となって無制限に破壊を撒き散らすため、都市内での運用を目的として導入された小型の自律戦闘ロボット。概ね乗用車程度の大きさだが無人で稼動し、バルカン砲で並みのランドメイト程度なら撃破する威力を持つ。警察組織の管轄で、ESWATとは指揮系統も異なるらしい。ベゼクリク事件では規格外の巨体と装甲に守られた巨人装備に苦戦、跳弾で被害を拡散させるなどした挙句、敵に乗っ取られてESWATを追い詰めた。
コットス
オリュンポス内に多数配備されているロボットポリス。言語も解するが融通が利かない。
オリジナルは素性不明の戦闘ロボットで、オリュンポスSWATでデュナンと同じ部隊に所属していたが、元老院に引き抜かれて量産化された。オリジナルはその後デュナン達のガイア制圧作戦に参加するが、ガイアに操られてデュナンを襲ったためブリアレオスに粉砕された。なお内蔵装備として報告書作成用の記録装置も備えており、ガイア事件の報告書作成でデュナンとブリアレオスはこの記録装置を破壊してしまったために余計な苦労を強いられたらしい。後に警察ロボットとして正式配備され、ベゼクリク事件の頃までには一般道の検問などで礼儀正しく一般市民に応対している姿なども登場している。しかし融通の利かなさは相変わらずで、デュナンの勘違いではあったが緊急の作戦行為で行われたカーアクションに対して、道路交通法を盾にドライバーに注意をするなどもしている。
ジャイロ機能になっている内耳が弱点で両耳付近を叩かれると前後不覚に陥る
エアポリス・ヘリ
オリュンポス・エアポリスが使用する一人乗り小型ヘリ。二重反転ローターを採用し、機動性に優れる。パイロットはバイクにまたがるような格好で搭乗する。基本装備は機体下のバルカン砲などだが、このほかに偵察装備としてローター上部にカメラアイを備える。
ランドクルーザー
整地不整地を問わず移動できる乗物の総称だが、作中では加えてホバークラフト的な乗物であり、また装甲を施された戦闘車両でもある。原作ではデュナンやブリアレオスと死闘を演じたが、高機動のブリアレオスに注意を奪われていた隙にヒトミに手榴弾を放り込まれて内部から破壊され、爆散した。

## 書籍情報
青心社より単行本4巻が発売されているが、他に同社より原稿原寸版（1-3巻）、講談社よりB5判の大型版（1・2巻合本）、メディアファクトリーより文庫版が刊行されている。なお第5巻は「アルテミスの遠矢」というタイトルが発表され、画集『イントロンデポ』にはカバーイラストも掲載されている。1991年にコミックガイアで『仙術超攻殻ORION』に続いて連載されたが、「やはり連載という形態はアップルには合わない」として中断された。連載分は『士郎正宗ハイパーノーツ』に収録された。現状では、ソ連崩壊に伴う作品中の世界設定と現実における世界情勢の乖離、および自身のスタンスの変化により続きを描くのは困難と士郎は語っている。
雑誌連載を経ずに直接単行本として刊行された経緯から、一部の巻において雑誌原稿では用いることの出来ない薄墨を用いて、単色ではなくグレースケールで印刷する試みがなされている。
また第4巻刊行後、青心社から設定解説資料や短編を収録した『アップルシード データブック』が刊行され、後に本編新装版に合わせて内容を一部変更した『アップルシードid』として再版された。
単行本（青心社）
1. プロメテウスの挑戦（1985年2月15日、青心社、ISBN 4-915333-19-1）
2. プロメテウスの解放（1985年11月10日、青心社、ISBN 4-915333-23-X）
3. プロメテウスの小天秤（1987年7月31日、青心社、ISBN 4-915333-33-7）
4. プロメテウスの大天秤（1989年4月15日、青心社、ISBN 4-915333-57-4）

文庫版（メディアファクトリー）
1. プロメテウスの挑戦（2001年6月19日、ISBN 4-8401-0302-X）
2. プロメテウスの解放（2001年7月19日、ISBN 4-8401-0317-8）
3. プロメテウスの小天秤（2001年8月19日、ISBN 4-8401-0342-9）
4. プロメテウスの大天秤（2001年9月19日、ISBN 4-8401-0353-4）

合本（講談社）
- APPLESEED 01&02（2004年3月23日、ISBN 4-06-334856-3）

設定資料集
- アップルシード読本 士郎正宗の映像世界（1988年11月10日、バンダイ、ISBN 4-89189-361-3）
- アップルシード DATA BOOK（1990年5月30日、青心社、ISBN 4-915333-69-8）
- コミックガイア版 アップルシード総集編 士朗正宗ハイパーノーツ（1996年1月25日、青心社、ISBN 4-87892-085-8）
- アップルシード id ILLUST&DATA（2001年7月15日、青心社、ISBN 4-87892-219-2）

## OVA

### アップルシード
1988年4月21日に発売されたOVAで、初のアニメ化作品。監督と脚本は片山一良が手がけている。当初は「ガイナックス制作の劇場用アニメ」と報じられたが、後に60分ほどのOVAと訂正された。またガイナックスは直接制作には携わらず、実制作はAICとセンテスタジオが担当することも明らかになった。
原作の多脚砲台が暴走するエピソードをベースに、作品を理解しやすいようにストーリーが手直しされている。やや密度の薄い出来となっているが、その分、一読しただけでは何がどうなっているのかわからない難解な原作漫画の骨格がわかりやすくなっている。キャラクターデザインをスタジオぴえろ制作の魔女っ子シリーズを手掛けていた洞沢由美子が担当しているため、絵の雰囲気が原作とはまったく異なるが、主人公ふたりは少し茶目っ気のある言動もあり、アニメ化作品の中で原作の雰囲気にいちばん近い。また偏執的に描き込まれた原作に比べて全体的にこだわりの少ない描写の中で、銃器描写は実在する銃（デュナンのコルト・ガバメントや当時の最新鋭モデルであったオーストリア製のグロック17など）を登場させたりとリアルに描いてある。
OVAのプロモーション用に、バンダイが発行していた月刊模型誌「B-CLUB」の企画で製作したブリアレオスとデュナンのコスチュームを使用した実写ショートフィルムが制作された。デュナン・ナッツ役には白人女性を起用している。ショートフィルムは「プレリュードフィルム」というタイトルで、後に発売されたDVDに特典映像として収録された。
あらすじ
第3次世界大戦後の地球。荒廃した世界を統合管理局が立て直し、亜人類バイオロイドによって運営される実験理想都市「オリュンポス」が作られた。生き残った人間はその中でバイオロイドと共存しながら平和に暮らしていた。しかし、いまだ廃墟のままの外の世界から侵入した「自由人間解放同盟」を名乗るテロリストが暗躍しており、オリンポスは彼らに対抗するために特殊部隊を結成した。その隊員であるデュナンとブリアレオスは、バイオロイドと人間に関する機密情報の奪い合いに巻き込まれてしまう。
声の出演
- デュナン - 勝生真沙子
- ブリアレオス - 坂口芳貞
- アテナ - 沢田敏子
- カロン - 古川登志夫
- フレイア - 土井美加
- セバスチャン - 若本規夫
- ヒトミ - 荘真由美
- ヨシツネ - 三ツ矢雄二
- ニケ - 滝沢久美子
- ネレウス - 大木民夫
- 警察部長 - 藤本譲
- 立法院の女 - 横尾まり
- TV電話の警官 - 小野健一
- SWAT隊員X - 大山高男
- ガイアの係員 - 古田信幸
- TVアナウンサー - 小室正幸
- 警官A - 松本保典
- テロリストリーダー - 戸谷公次
- ニュースセンター局員 - 秋元羊介

スタッフ
- 監督・脚本 - 片山一良
- 原作 - 士郎正宗（青心社刊）
- 製作 - 中川真二、末吉博彦、高橋豊
- 企画 - 早瀬公郎
- キャラクターデザイン・作画監督 - 洞沢由美子
- メカニック作画監督 - 岸田隆宏
- 美術監督 - 小倉宏昌
- 撮影監督 - 藤田正明
- 音響監督 - 伊達康将
- メカニックスーパーバイザー - 庵野秀明
- 音楽 - 山中紀昌
  - テーマソング - 「Crystal Celebration」結城梨沙
  - サントラ盤 - キングレコード

- 選曲 - 鈴木清司
- 効果 - 倉橋静男（東洋音響）
- 調整 - 山田均
- 録音スタジオ - アオイスタジオ
- 編集 - 掛須秀一
- 現像 - 東京現像所
- 制作協力 - AIC、センテスタジオ
- 制作 - ガイナックス
- 製作 - 東北新社、バンダイ、ムービック

#### プレリュードフィルム
DVD特典のプロモーション用実写映像。
キャスト
- デュナン - カトリーナ・ケイシー
- ブリアレオス - 佐野孝広
- ナレーター - 若本規夫

スタッフ
- 演出・構成 - 赤井孝美
- 音楽 - 山中紀昌
- 撮影 - 岩根真一
- 照明 - 江口和人
- 特殊効果 - 納富貴久男（BIG SHOT）
- キャラクター造型 - 品田冬樹
- ミニチュア造型 - 平田篤史
- 造型アドバイザー - 安井尚志
- メイク - Seeds Visiora"KATSU"
- スチール - 高瀬ゆうじ
- 車輛 - 飯田史雄
- 選曲 - 鈴木清司
- 音響効果 - 倉橋静男（東洋音響）
- 現像 - 東京現像所
- 協力 - スタジオシティ、AIC、虫プロダクション、ゼネラルプロダクツ、DAICON FILM
- 制作協力 - 月刊B-CLUB、ガイナックス、ソニービデオソフトウエアインターナショナル
- 制作 - 東北新社

## アニメ映画

### APPLESEED
世界で初めてフル3Dライブアニメという表現手法によって映像化された作品。3Dライブアニメとは3DCGをセルアニメのような画風に変換するトゥーンシェーダーと、登場人物のリアルな動きを可能とするモーションキャプチャ技術を融合させた手法を示す造語である。セルアニメに近い画風でありながら、従来のアニメーションと比べ、自由なカメラワークやよりリアルな動きが表現できる。2004年4月17日の劇場公開を待つことなく、続編の制作が発表された。
原作者の士郎はノータッチである。監督の荒牧伸志は、士郎の世界を壊さずに一般の客層へのアピールを行うことを留意したという。
主人公デュナンは、声優が顔のモーションキャプチャー（フェイシャルキャプチャー）を行い、それ以外のシーンでは2名がアクションシーンと演技シーンを分担してモーションキャプチャーを行っている。声と顔の演技を務めるのは小林愛、全身の演技を三輪明日美が担当。アクションシーンをアクション女優の秋本つばさが担当している。
多脚砲台の登場シーンでは怪獣映画の要素を取り入れている。荒牧は「夜の街で多脚砲台が送電線を横切る」というカットについて、スタッフからの「未来都市に送電線があるのか」「夜景で黒い多脚砲台は見えづらい」という指摘を押しのけて強引に入れ込んだと述べている。
DVDは続編公開時点までに、全世界で42万枚以上を売り上げるなど、好調なセールスを記録した。
あらすじ
世界大戦後の廃墟で生き延びていた女性兵士デュナンは、人類への奉仕者として肉体・感情を制御されたクローン人間バイオロイドの管理する理想都市オリュンポスに連行され、そこで全身サイボーグ化していた恋人ブリアレオスと再会する。彼の所属する元老院ESWATの一員となったデュナンは、やがてバイオロイドの開発とオリュンポス計画に自分の両親が関わっていた事実を知り、自身もバイオロイドの軛を解き放つ鍵「アップルシード」をめぐる陰謀に巻き込まれていく。
声の出演
- デュナン - 小林愛
- ブリアレオス - 小杉十郎太
- ヒトミ - 松岡由貴
- ウラノス将軍 - 藤本譲
- ハデス - 子安武人
- アテナ - 小山茉美
- ニケ - 山田美穂
- 義経 - 森川智之
- 七賢老 - 仲木隆司、松岡文雄、永田博丈、桑垣紀彦、金子由之、西川幾雄、小山武宏

スタッフ
- プロデュース - 曽利文彦
- 監督 - 荒牧伸志
- 脚本 - 半田はるか、上代務
- 絵コンテ - 秋山勝仁、九市、吉田英俊、荒巻伸志
- 製作 - アップルシード・パートナーズ（ミコット・エンド・バサラ、TBS、ジェネオン・エンタテインメント、やまと、東宝、TYO、デジタル・フロンティア、MBS）
- 配給 - 東宝

音楽
- BOOM BOOM SATELLITES：DIVE FOR YOU、BUMP OVER HILL、ANTHEM、UNDERDOG
- Paul Oakenfold：BURNS ATTACK
- 坂本龍一：coro
- T.Raumschmiere：ONE MAN ARMY
- カール・クレイグ vs. Adult.：HAND TO PHONE
- Basement Jaxx：GOOD LUCK
- Akufen：THE DRAGONFLY WHO THOUGHT HE WAS A MOCKINGBIRD
- Atom TM：WHITE CAR

### EX MACHINA
2007年10月20日に続編『EX MACHINA -エクスマキナ-』が公開された。プロデューサーは『フェイス/オフ』や『M:i:2』等を監督したジョン・ウーが担当。
衣装デザインはファッションブランド、PRADAのミウッチャ・プラダ。
音楽監修を細野晴臣が担当。元YMOの三人（細野、坂本龍一、高橋幸宏）がHASYMO名義でメインテーマ『RESCUE』を書き下ろしている。その他、テイ・トウワ、コーネリアス、m-flo、rei harakamiなどが名を連ねている。
声の出演については、デュナン役は前作から引き続いて小林愛が担当するが、それ以外のキャラクターの声については大幅な変更が加えられている。映像も前作よりリアル調のシェーディング・テクスチャが施されている。
副題の「EX MACHINA」はラテン語のデウス・エクス・マキナという言葉から来ている。意味は「機械じかけの神」、転じてご都合主義的な話の展開などを表すネガティブな言葉である。
あらすじ
各国の軍事衛星をオリュンポスの管理下に置くことを議題とした国際会議の開催を控え、デュナン達ESWATはテロリストの鎮圧に従事していたが、任務の最中に彼女を庇ったブリアレオスが負傷、傷心のデュナンの前に、新たなパートナーとしてブリアレオスの遺伝子から創られた生身の彼と同じ顔の戦闘用バイオロイド・テレウスが現れる。やがて国際会議の開催中に、ウェアラブル・インターフェイスの着用者が突然正気を失い破壊活動を行う事件が頻発する。しかしそれは、さらなる大規模なサイバーテロの予兆に過ぎなかった。
声の出演
役名 - 日本版声優／英語吹き替え
- デュナン・ナッツ - 小林愛／Luci Christian
- ブリアレオス・ヘカトンケイレス - 山寺宏一／David Matranga
- テレウス - 岸祐二／Illich Guardiola
- ヒトミ - 沢城みゆき／Hilary Haag
- ニケ - 五十嵐麗／Shelley Calene-Black
- アテナ - 高島雅羅／Allison Sumrall
- ランス・ロット - 辻親八／Chris Hutchison
- 義経 - 加瀬康之／Chris Patton
- マヌエル・アイアコス - コング桑田／Mike MacRae
- リヒャルト・ケスナー博士 - 土師孝也／John Gremillion
- 吉野ハジメ - 深見梨加／Melissa Davis
- アルゲス - 黒田崇矢／Quentin Haag
- エリザベス・ザンダー博士 - 幸田直子／Alice Fulks

スタッフ
- 原作 - 士郎正宗
- 監督 - 荒牧伸志
- 脚本 - たけうちきよと
- 製作 - 三宅澄二、遠藤茂行、佐藤慶太、梅村宗宏、吉田博昭、植木英則、石井徹
- プロデューサー - テレンス・チャン、植木英則、渡邉直子、ジョセフ・チョウ
- プロデュース - ジョン・ウー
- エグゼクティブプロデューサー - 三宅澄二、木下泰彦
- キャラクターデザイン - 山田正樹
- メカニックデザイン - 高倉武史
- CGディレクター - 大塚康弘、川村泰
- CGプロデューサー - 豊嶋勇作
- 音楽 - HASYMO、細野晴臣、テイ・トウワ、コーネリアス、rei harakami、m-flo、WAGDUG FUTURISTIC UNITY、AOKI takamasa、TECHNOBOYS PULCRAFT GREEN-FUND、LINA OHTA、RADIQ aka Yoshihiro HANNO
- 音楽プロデューサー - 安井輝
- 音楽監修 - 細野晴臣
- テーマ曲 - HASYMO 『RESCUE』
- オリジナル・スコア - 高橋哲也
- 音響監督 - 鶴岡陽太
- 音響制作 - 楽音舎
- サウンドデザイン - 笠松広司
- デザイン協力 - 士郎正宗
- デュナン私服・ドレスデザイン - ミウッチャ・プラダ
- 企画 - ミコット・エンド・バサラ
- 制作 - EX MACHINAフィルムパートナーズ（ミコット・エンド・バサラ、東映、タカラトミー、セガ、TYO、デジタル・フロンティア、東映ビデオ）
- 配給 - 東映

### Appleseed Alpha
『アップルシード α（Appleseed Alpha）』は、3作目となる長編アニメ。2014年7月に欧米を中心にビデオスルー公開、日本では2015年1月に劇場公開された。原作第一巻をベースとしたリブート作。荒牧伸志による長編アニメ三作目で、過去の二作品よりも更に実写的なCGスタイルで制作された。

## テレビアニメ

### APPLESEED GENESIS
2008年3月30日、東京国際アニメフェアにて『APPLESEED GENESIS』（アップルシード・ジェネシス）のタイトルで、全編3DCGのテレビアニメを製作することが発表された。オリュンポスが完成する以前、理想郷の完成を阻止しようとするテロリストたちとデュナン・ナッツらESWATとの戦いが描かれるオリジナルストーリーで、各話30分全26話で2009年春より放送予定であった。製作は3Dアニメーションで定評のあるミコット・エンド・バサラ、監督は3DCGのインディーズ作家として同じく士郎正宗原作の『警察戦車隊 TANK S.W.A.T. 01』のアニメーションを監督し、メジャーのテレビシリーズ監督はこれが初となるロマのフ比嘉、キャラクターデザインは美樹本晴彦。海外販売を前提にしていたため、通常のテレビアニメと異なり、放送開始までに全話数の制作を完了することを目指し、放映1年前のこの時点で既に制作に入っていた。
しかし、2008年9月にアニメ制作会社ラディクスモバニメーションが、制作元のミコット・エンド・バサラを制作代金の未払いを理由に提訴。その後、2011年にミコット・エンド・バサラが倒産したため、製作は中止となった。
キャスト
- デュナン・ナッツ - 朴璐美

スタッフ
- 原作 - 士郎正宗
- 監督 - ロマのフ比嘉
- 脚本 - 野崎透、ロマのフ比嘉、烏丸涼
- キャラクターデザイン - 美樹本晴彦
- 制作・音響制作 - ラディクスモバニメーション
- 3D制作協力 - 有限会社スタジオアールエフ
- 企画・製作 - ミコット・エンド・バサラ

### APPLESEED XIII
アップルシード XIII（サーティーン）」は、「アップルシード」の映像作品としては初の、全13話（＝サーティーン）からなる完全新作アニメシリーズ。2011年6月より、劇場での期間限定上映、ネット配信、Blu-ray Disc・DVD発売を同時展開。
2011年6月13日より劇場リミックス版「アップルシード XIII 〜遺言〜」、同年10月24日より「アップルシード XIII 〜預言〜」が公開。
キャスト
- デュナン - 坂本真綾
- ブリアレオス - 山寺宏一
- ランス - 内田直哉
- マグス - 中田譲治
- バクスタ - 菅原正志
- リエス - 鈴森勘司
- ジーナ - 小清水亜美
- グリッグ - 津田健次郎
- アテナ - 玉川砂記子
- ニケ - 柳沢真由美
- ヒトミ - 高橋美佳子
- 義経 - 下野紘
- ディア - 進藤尚美
- アルケイデス - 置鮎龍太郎
- レオン - 藤原啓治
- カール - 楠大典
- エウリス - 土屋トシヒデ
- ラーク - 置鮎龍太郎

スタッフ
- 原作・キャラクターデザイン原案 - 士郎正宗（青心社刊）
- 監督 - 浜名孝行
- シリーズ構成 - 藤咲淳一
- 脚本 - 藤咲淳一・櫻井圭記・谷村大四郎・岡本航征・梅原英司
- 助監督 - 布施木一喜
- CG監督 - 渡辺昭仁
- キャラクターデザイン - 後藤隆幸
- メカニックデザイン - 竹内敦志
- 美術監督 - 野村正信
- 美術設定 - 平澤晃弘
- テクニカルディレクター - 岩井文吾
- 編集 - 植松淳一
- 美術背景 - 美峰
- プロップデザイン - ヒラタリョウ
- 主題歌・音楽 - Conisch（コーニッシュ）
- 音楽制作 - スターチャイルドレコード
- 音響監督 - 鶴岡陽太
- 音響制作 - 楽音舎
- 企画 - ミコット・エンド・バサラ
- プロデューサー - 池田慎一・森下勝司
- 制作 - ジーニーズアニメーションスタジオ
- 制作協力 - Production I.G
- 製作 - 「アップルシード XIII」製作委員会

#### 各話リスト
| 話数   | サブタイトル     | 脚本       | 絵コンテ   | 演出       | アニメーション制作                     |
| ------ | ---------------- | ---------- | ---------- | ---------- | -------------------------------------- |
| 第1話  | 楽園の終わり     | 藤咲淳一   | 浜名孝行   | 難波克毅   | ダイナモピクチャーズ                   |
| 第2話  | 囚われのゆりかご | 櫻井圭記   | 新留俊哉   | 佐藤明登   | ウェルツアニメーションスタジオ         |
| 第3話  | 偽りの面影       | 谷村大四郎 | 布施木一喜 | 本岡宏紀   | プレミアムエージェンシー               |
| 第4話  | タンポポと少女   | 櫻井圭記   | 西久保利彦 | 由水桂     | モズー&ケイカ                          |
| 第5話  | 潜血の亡霊       | 岡本航征   | 布施木一喜 | 山崎拓哉   | ダンデライオンアニメーションスタジオ   |
| 第6話  | 錆色の楽園       | 藤咲淳一   | 新留俊哉   | 竹清仁     | 空気                                   |
| 第7話  | 青銅の鳥         | 藤咲淳一   | 浜名孝行   | 岡本晃     | フレームワークス・エンターテインメント |
| 第8話  | ディープダイブ   | 谷村大四郎 | 河野利幸   | 堤義幸     | ガレージフィルム                       |
| 第9話  | 女王の宝         | 梅原英司   | 浜名孝行   | 古賀祐次   | D1FX                                   |
| 第10話 | 石像の陰で       | 櫻井圭記   | 布施木一喜 | 森英夫     | Kantana Animation Studios              |
| 第11話 | 最後の一人       | 藤咲淳一   | 新留俊哉   | 岩崎朋之   | エヌ・デザイン                         |
| 第12話 | 復讐の彼方に     | 藤咲淳一   | 浜名孝行   | 小笠原俊介 | ジーニーズアニメーションスタジオ       |
| 第13話 | 楽園             | 櫻井圭記   | 原口浩     | 古川彰吾   | ピクス                                 |

#### 劇場リミックス版
- アップルシード XIII 〜遺言〜（2011年6月13日公開）
- アップルシード XIII 〜預言〜（2011年10月24日公開）

#### 漫画版
宮川輝により漫画化され、『月刊アフタヌーン』（講談社）2011年12月号より2013年6月号まで連載された。
ストーリーはアニメ本編のシナリオをほぼなぞる形になっているが、ラストシーンなど一部はオリジナルの展開で再構築されている。また、原作や過去のアニメ化作品のオマージュと思われるシーンが多く、アニメ本編には登場しない立法院の七賢老、大佐、アルゲス、吉野、A-10（ボルト、ジャンク）が登場したり、デュナンとブリアレオスの恋愛関係が強く押し出されたラブコメ的な場面もたびたび登場する。細密なメカニック描写やアクションシーンが高く評価される一方で、独特の画風やキャラクターのデフォルメ、関西弁を多用したセリフ回しは賛否両論となっている。
余談であるが、作者の宮川輝は今回のコミカライズの依頼があるまで漫画のアップルシードを読んだことがなく、担当者を驚かせたという。
1. アップルシード・サーティーン(1)（2012年4月23日、講談社、ISBN 978-4-06-387820-2）
2. アップルシード・サーティーン(2)（2012年12月21日、講談社、ISBN 978-4-06-387857-8）
3. アップルシード・サーティーン(3)（2013年5月23日、講談社、ISBN 978-4-06-387888-2）

## 小説

### オリュンポス・アイ
大武完による『アップルシード』のスピンオフ小説。同じ世界を舞台にした外伝。
- 『アップルシード外伝1 オリュンポス・アイ』（大武完 著・士郎正宗 原作、青心社、ISBN 978-4-87892-343-2、発売日 2007年10月）

あらすじ
非核大戦の動乱はハワイにも及んだ。味方の裏切りによる殺戮をかろうじて生き延びたルシア、ゲンゾー、シフォンの三人は、ヒトミに救助されてオリュンポスに入植する。

## ドラマCD

### 近未来的音楽学習専科 アップルシード
1988年5月5日にキングレコードから発売されたイメージアルバム。OVA版の事実上のサウンドトラック的な内容のドラマCDだが、ドラマパートのキャストはOVA版とは異なる。
- 『近未来的音楽学習専科 アップルシード』（1988年5月5日、キングレコード、K32X-7122）

声の出演
- デュナン/ナレーション - 鶴ひろみ
- ブリアレオス - 屋良有作
- ヒトミ - 金丸日向子
- 義経 - 草尾毅
- コットス - 掛川裕彦

スタッフ
- 音楽 - 山中紀昌
- 制作 - スターチャイルドレーベル

トラックリスト
1. プロローグ
2. MY STORM（歌：結城梨沙）
3. CURIOUS GAME
4. オリュンポス
5. Crystal Celebration（アップルシードOVA版ED/歌：結城梨沙）
6. アルテミス・アルパイア
7. CIVVY STREET
8. LIFE POINT
9. DEAD OR ALIVE
10. APPLESEED（ドラマ）
11. Ambivalence（歌：増田直美）

## ゲーム
スーパーファミコンおよびPlayStation 2用として『アップルシード EX』が発売されている。また、オンラインゲーム『アップルシード タクティクス』としても展開されている。
- アップルシード（1988年10月、発売元 ツクダホビー、ボックス） - テーブルトークRPG
- アップルシード プロメテウスの神託（1994年8月26日、発売元 ヴィジット、スーパーファミコン） - 家庭用ゲーム機
- APPLESEED THE ONLINE（2005年9月9日、エムツー、ネット） - オンラインゲーム
- APPLESEED EX（2007年2月15日、セガ、PlayStation 2） - 家庭用ゲーム機
- APPLESEED TACTICS（2008年10月17日、エムツー、ネット） - オンラインゲーム
- APPLESEED XIII（2011年6月13日、ハンゲーム、ネット） - オンラインゲーム

### アップルシード EX
『アップルシード EX』（アップルシード エクス）は、2007年2月15日にセガが発売した ガン&ファイティングアクションゲーム。製作はドリームファクトリー。
漫画を題材に2004年に劇場公開された映画『APPLESEED』を元にしている。ゲーム中に流れるムービーなどは監督である荒牧伸志と同映画でCGを担当したデジタル・フロンティアが製作するなど、映画との連動を強く打ち出しているものの、ゲームの内容についてはファミ通レビューにおいて過去の最低点より一つだけ上（40点満点中13点）という評価がなされている。

#### キャラクター
- デュナン・ナッツ - 小林愛
- ブリアレオス・ヘカトンケイレス - 小杉十郎太
- ヒトミ - 松岡由貴
- 宮本 義経 - 森川智之
- ハデス - 子安武人
- ランス - 小山武宏
- レイトン - 稲田徹

### アップルシード XIII（ゲーム）
アップルシード XIII（サーティーン）のマルチプラットフォーム対応ブラウザ型ソーシャルゲーム。

## 関連商品
DVD & Blu-ray Disc
- アップルシード・スペシャルプロローグ（VHS & Beta、1988年3月5日、ソニービデオソフトウェア インターナショナル）
- アップルシード（VHS & Beta & LD、1988年4月21日、ソニービデオソフトウェア インターナショナル）
- アップルシード（DVD、2002年7月25日、バンダイビジュアル、映像特典:アップルシード〜Prelude film（実写版））
- アップルシード プレミアム・エディション（フィギュア付限定版）（DVD、2002年7月26日、パイオニアLDC）
- APPLESEED（DVD、2004年11月25日、ジェネオン エンタテインメント）
- APPLESEED COLLECTOR'S EDITION (初回限定生産)（DVD、2004年11月25日）
- APPLESEED（Blu-ray Disc、2009年7月24日、ジェネオン・ユニバーサル）
- エクスマキナ Evolution of Appleseed（DVD、2007年10月3日、ポニーキャニオン）
- エクスマキナ APPLESEED SAGA スタンダード・エディション（DVD、2008年3月14日、ポニーキャニオン）
- エクスマキナ APPLESEED SAGA プレミアム・エディション（DVD、2008年3月14日、ポニーキャニオン）
- APPLESEED SAGA EX MACHINA（Blu-ray Disc、2009年7月24日、ポニーキャニオン）
- アップルシード XIII（DVD、Blu-ray Disc、キングレコード）
  - Vol.1 2011年7月6日
  - Vol.2 2011年8月10日
  - Vol.3 2011年9月7日
  - Vol.4 2011年11月23日
  - Vol.5 2011年12月21日
  - Vol.6 2012年1月25日

サウンドトラック
- アップルシード オリジナル・サウンドトラック（2004年3月24日、ソニーレコード）
- アップルシード オリジナル・サウンドトラック〜コンプリートバージョン（2004年3月24日、ソニーレコード）
- EX MACHINA ORIGINAL SOUNDTRACK（2007年10月17日、commmons）
- EX MACHINA ORIGINAL SOUNDTRACK COMPLETE EDITION（2007年10月17日、commmons）
- アップルシードXIII サウンドトラック（2011年10月26日、キングレコード）

書籍
- APPLESEED アップルシード コンプリートBOX 限定フィギュア付（2004年4月9日、宝島社、ISBN 4-7966-4041-X）
- APPLESEED SAGA EX MACHINA エクスマキナ パーフェクトガイドブック （2007年10月19日、宝島社、ISBN 978-4-7966-6072-3）
- アニメコミックス 『アップルシード sideA』（2004年4月17日、講談社、ISBN 4-06-310188-6）
- アニメコミックス 『アップルシード sideB』（2004年5月7日、講談社、ISBN 4-06-310189-4）
- 小説 『EX MACHINA -エクスマキナ-』（著：竹内清人、幻冬舎文庫、ISBN 978-4-344-41013-8、発売日 2007年9月19日）